# Green Deal europeo

Bandiera dell'Unione europea

Il Patto verde europeo (o Green Deal europeo) è un insieme di iniziative politiche proposte dalla Commissione europea con l'obiettivo generale di raggiungere la neutralità climatica in Europa entro il 2050. Sarà inoltre presentato un piano di valutazione d'impatto per innalzare ad almeno il 50% l'obiettivo di riduzione delle emissioni di gas a effetto serra dell'Unione europea entro il 2030 e verso il 55% rispetto ai livelli del 1990. L'intenzione è quella di rivedere ogni legge vigente in materia di clima e di introdurre nuove leggi sull'economia circolare, sulla ristrutturazione degli edifici, sulla biodiversità, sull'agricoltura e sull'innovazione.
Nel 2019 la presidente della Commissione europea Ursula von der Leyen ha dichiarato che il patto verde europeo sarà per l'Europa "come lo sbarco dell'uomo sulla Luna", poiché questo patto renderebbe l'Europa il primo continente ad aver raggiunto la neutralità climatica. Frans Timmermans è stato nominato da Von der Leyen vicepresidente esecutivo della Commissione europea per il patto verde europeo. Il 13 dicembre 2019, il Consiglio europeo ha deciso di mandare avanti il piano con una clausola di non partecipazione per la Polonia. Il 15 gennaio 2020 anche il Parlamento europeo ha votato a favore dell'accordo, con la richiesta di obiettivi più ambiziosi.

## Obiettivi

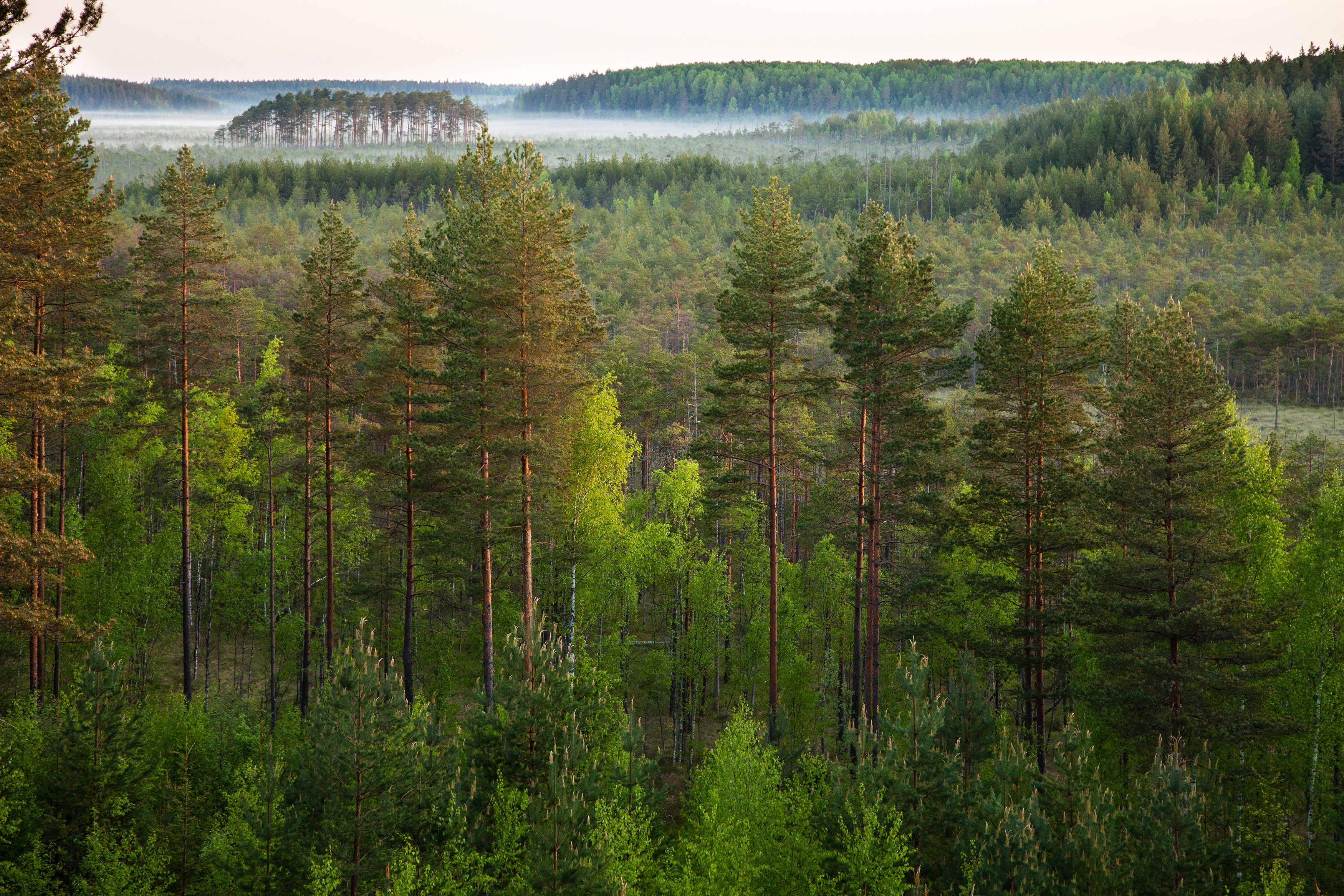
Uno degli obiettivi del Green Deal europeo è il ripristino delle foreste, come il parco naturale Meenikunno in Estonia

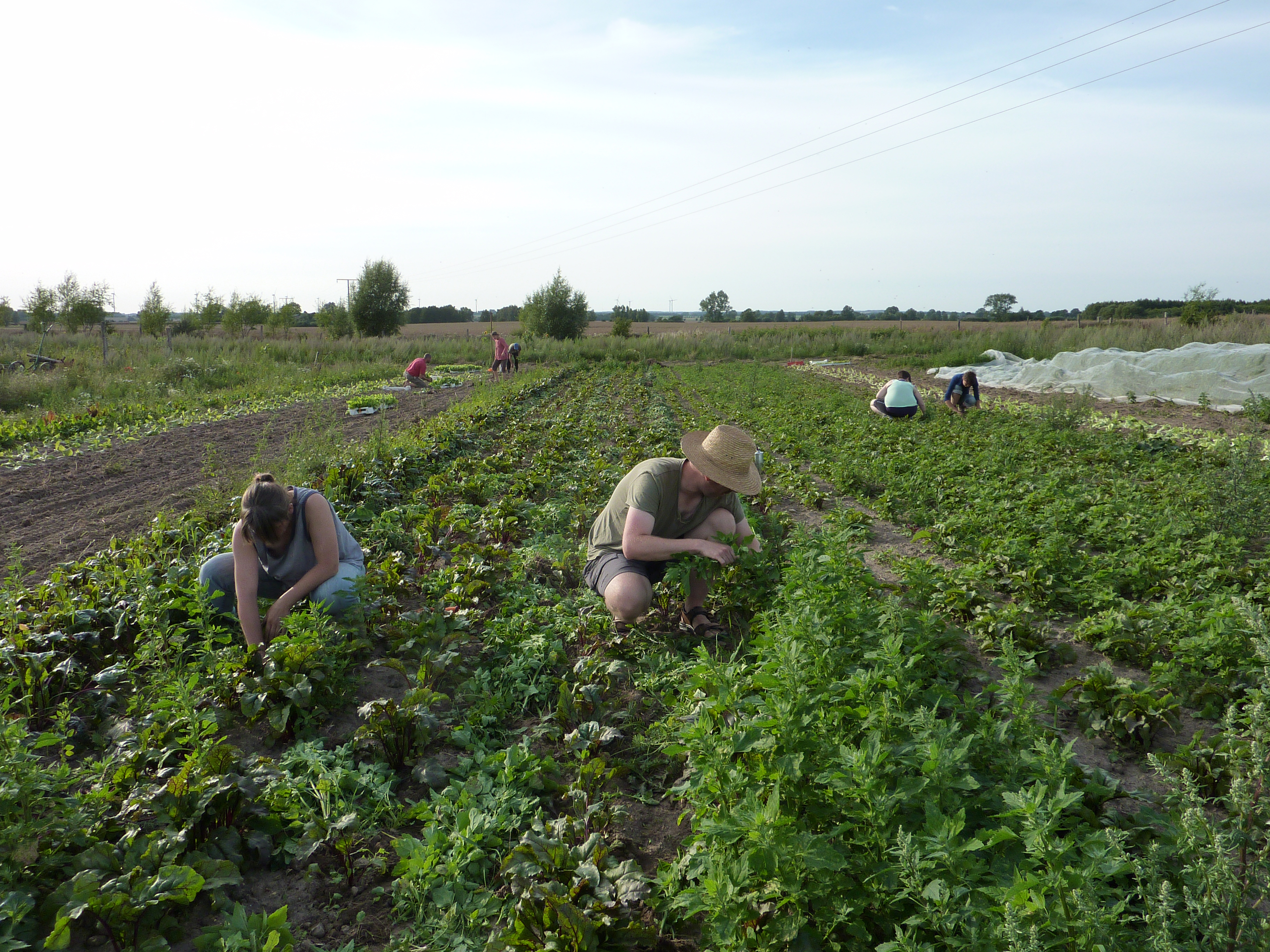
Altro obiettivo è l'utilizzo di metodi di agricoltura biologica secondo la strategia "Dal produttore al consumatore"

Rispetto al pacchetto di incentivi Green New Deal proposto dagli Stati Uniti, il tasso di decarbonizzazione dell'economia previsto è più basso, in quanto l'Unione europea punta ad arrivare a emissioni nette zero in tre decenni anziché uno. L'obiettivo generale del Patto Verde europeo è rendere l'Unione europea il primo "blocco climaticamente neutro" entro il 2050. Gli obiettivi si estendono a molti diversi settori, tra cui l'edilizia, la biodiversità, l'energia, i trasporti e il cibo.
Il piano include inoltre possibili tasse sul carbonio per i Paesi che non riducono le loro emissioni di gas ad effetto serra alla stessa velocità degli altri. Il programma comprende anche:
- un piano d'azione per l'economia circolare;
- un controllo e un'eventuale revisione (ove necessario) di tutti gli strumenti politici pertinenti relativi al clima, compreso il sistema di scambio di quote delle emissioni (mercato delle emissioni europeo);
- la strategia "Dal produttore al consumatore" e uno spostamento dell'attenzione dall'adempimento alla prestazione (per premiare gli agricoltori per la gestione e lo stoccaggio del carbonio nel suolo, per una migliore gestione dei nutrienti, per la riduzione delle emissioni, ecc.);
- la revisione della "Direttiva sulla tassazione dei prodotti energetici" (Direttiva 2003/96/CE) che esamini da vicino le sovvenzioni ai combustibili fossili e le esenzioni fiscali (trasporto aereo, trasporto marittimo);[11]
- una strategia di mobilità sostenibile e intelligente e un piano forestale dell'UE. Quest'ultimo avrà come obiettivi fondamentali il rimboschimento, la tutela e il recupero delle foreste in Europa.

Inoltre, il Patto si appoggia a Orizzonte Europa per svolgere un ruolo centrale nella valorizzazione degli investimenti pubblici e privati nazionali. Attraverso partenariati con l'industria e gli Stati membri, punta a sostenere la ricerca e l'innovazione nelle tecnologie di trasporto, tra cui le batterie, l'"idrogeno pulito", la produzione di acciaio a basso contenuto di carbonio, i settori biobasati circolari e l'ambiente costruito.
L'UE intende finanziare le politiche stabilite nel Patto Verde attraverso il piano di investimenti InvestEU, che prevede fondi per almeno 1 trilione di euro. Sono anche stimati approssimativamente €260 miliardi all'anno, dal 2020 al 2030, per il raggiungimento degli obiettivi stabiliti in tale accordo.
Qualora tutti i piani siano realizzati, si prevede che la quota di emissioni globali scenda dell'1%.

### Energia rinnovabile
Lo scopo primario del patto verde europeo è quello di raggiungere la neutralità climatica entro il 2050. Affinché ciò avvenga, uno degli obiettivi è quello di decarbonizzare il sistema energetico dell'Unione europea, con il fine di ottenere "zero emissioni di gas serra nette entro il 2050". La Direttiva sui prodotti energetici verrà esaminata e, qualora sorgessero dei problemi, adattata. Molti altri regolamenti in vigore saranno anch'essi esaminati e rivisti. Nel 2023, gli Stati membri aggiorneranno i propri piani climatici e energetici nazionali per aderire all'obiettivo dell'UE in materia di clima per il 2030. I principi chiave includono: "dare la priorità all'efficienza energetica", "sviluppare un settore energetico basato in gran parte su risorse rinnovabili", garantire un approvvigionamento energetico dell'UE a prezzi accessibili e disporre di un "mercato europeo dell'energia completamente digitalizzato, integrato e interconnesso"  .

### Industria sostenibile
Per raggiungere i propri obiettivi climatici, l'UE dovrà intervenire anche con l'introduzione di una politica di economia circolare a livello industriale. Nel marzo 2020, l'UE ha annunciato la sua strategia industriale avente come scopo quello di "responsabilizzare i cittadini, rivitalizzare le regioni e disporre delle migliori tecnologie". Tra i punti fondamentali di questo settore politico vi è il potenziamento degli aspetti moderni delle industrie, grazie a un intervento sull'esplorazione e la creazione di mercati dei beni a favore dell'economia circolare e climaticamente neutri. Ciò comporta, inoltre, la "decarbonizzazione e modernizzazione delle industrie ad alta intensità energetica come quella dell'acciaio e del cemento".
È prevista anche l'introduzione di una "Politica dei prodotti sostenibili " che si concentrerà sulla riduzione dello spreco di materiali. Ciò mira a garantire il riutilizzo dei prodotti e a rafforzare i processi di riciclo. Tra questi materiali vi sono, in particolare: "tessuti, materiali per l'edilizia, componenti elettronici e materie plastiche".

### Costruzione edilizia e ristrutturazione
Quest'area d'intervento si concentra sui lavori di costruzione edilizia e ristrutturazione e, nello specifico, riguarda i loro metodi non sostenibili. In questo settore vengono utilizzate molte risorse non rinnovabili, pertanto il piano promuove l'uso di metodi di costruzione efficienti dal punto di vista energetico come, per esempio, la progettazione di edifici "a prova di clima". Esso prevede, poi, un aumento della digitalizzazione e l'applicazione di regole relative al rendimento energetico degli edifici. Per quanto riguarda la ristrutturazione dell'edilizia popolare, questa avrà luogo al fine di ridurre il prezzo delle bollette energetiche per coloro che hanno più difficoltà a sostenere tali costi. Inoltre, si intende triplicare il tasso di ristrutturazione di tutti gli edifici per ridurre l'inquinamento emesso durante questi lavori.

### Dal produttore al consumatore
La strategia "Dal produttore al consumatore" si occupa di sostenibilità alimentare, nonché di sostenere i produttori (vale a dire agricoltori e pescatori). I metodi di produzione e trasporto di queste risorse vengono considerati ecologici dall'UE e hanno, inoltre, l'obiettivo di aumentare l'efficienza. Con l'adozione di queste nuove misure, resteranno invariati tanto i prezzi quanto la qualità dei prodotti. Si intende intervenire, poi, per ridurre l'uso di pesticidi chimici, rendere disponibile ai consumatori una varietà di scelta di alimenti salutari e aiutarli a comprendere la qualità dei prodotti e degli imballaggi sostenibili.

### Eliminazione dell'inquinamento
Il "Piano d'azione ad inquinamento zero" sarà adottato dalla Commissione nel 2021 e ha come obiettivo quello di annichilire qualsiasi forma di inquinamento, ripulendo l'aria, l'acqua e il suolo entro il 2050. I parametri di qualità ambientale dovranno essere pienamente rispettati e lo saranno attraverso l'obbligo per tutte le attività industriali di garantire al proprio interno ambienti privi di sostanze tossiche. Le politiche di gestione delle risorse idriche delle industrie agricole e urbane saranno esaminate e adattate alla strategia "nessun danno" . Materiali e prodotti chimici dannosi, come le microplastiche e i prodotti farmaceutici, che stanno minacciando l'ambiente, verranno sostituiti per raggiungere l'obiettivo inquinamento zero. La strategia "Dal produttore al consumatore" favorisce da un lato la riduzione dell'inquinamento dovuto all'eccesso di nutrienti e dall'altro l'uso di metodi di produzione e mezzi di trasporto sostenibili.

### Mobilità sostenibile
La riduzione delle emissioni causate dai mezzi di trasporto è un altro importante obiettivo del patto verde europeo. A tal proposito, si intende attuare una mobilità intelligente, con determinati parametri di emissione per i veicoli con motore a combustione. Inoltre, si intendono sviluppare, come soluzione, sistemi e applicazioni per la gestione intelligente del traffico. I metodi di consegna delle merci verranno modificati con percorsi preferenziali via terra o acqua. Le modifiche ai trasporti pubblici, poi, mireranno a ridurre la congestione stradale e l'inquinamento. L'installazione di stazioni di ricarica per veicoli elettrici incoraggeranno l'acquisto di veicoli a basse emissioni. Infine, il progetto "Cielo unico europeo" è incentrato sulla gestione del traffico aereo al fine di aumentare la sicurezza e l'efficienza del volo e di favorire condizioni rispettose dell'ambiente.

### Biodiversità

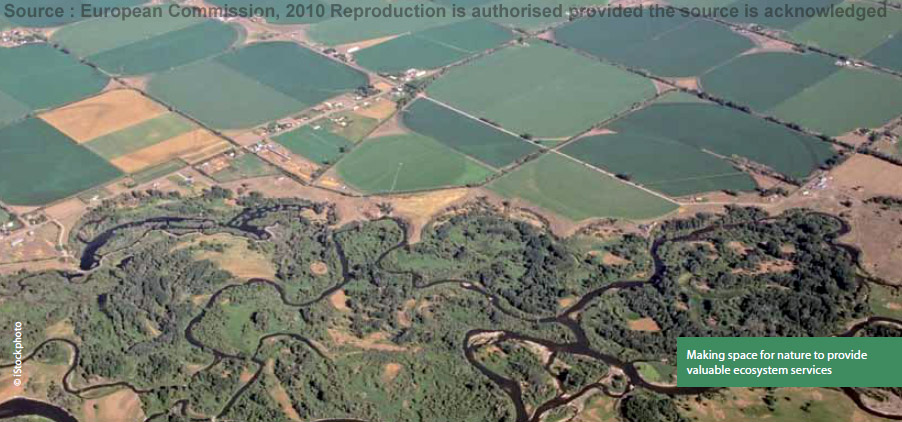
Salvaguardia della biodiversità dell'UE

Nel 2021 verrà proposta una strategia relativa alla protezione della biodiversità dell'Unione europea. La gestione delle foreste e delle aree marittime, la protezione dell'ambiente e l'intenzione di affrontare il problema della perdita di specie e di ecosistemi sono tutte tematiche di cui quest'area di intervento si occupa. Il ripristino degli ecosistemi danneggiati avverrà attraverso l'implementazione di metodi di agricoltura biologica, il favoreggiamento del processo di impollinazione, il ripristino di 25.000 km di fiumi a flusso libero, la riduzione dell'uso di pesticidi che danneggiano la fauna selvatica circostante e il rimboschimento. L'UE vuole proteggere un 30% di terra e un 30% di mare, creando al contempo tutele più rigorose per le nuove foreste e per quelle secolari. L'obiettivo è di piantare 3 miliardi di alberi entro il 2030, in modo tale da poter ripristinare gli ecosistemi e i loro livelli biologici.

## Le ragioni del Patto verde europeo
Le ragioni che sottendono alla creazione del patto verde europeo si basano su questioni ambientali come il cambiamento climatico, la perdita della biodiversità, la riduzione dell'ozonosfera, l'inquinamento idrico, lo stress urbano, la produzione di rifiuti e altro ancora. Le statistiche seguenti evidenziano le problematiche legate al clima all'interno dell'Unione europea: 
- per quanto riguarda i cambiamenti climatici, si prevede che, entro il 2030, i livelli di anidride carbonica raddoppieranno e in estate la temperatura del mare in Europa aumenterà di 2-3 °C[28];
- l'Europa è responsabile di quasi un terzo delle emissioni mondiali di gas che riducono l'ozono;
- oltre il 50% di tutta la superficie in cui si trovano gli ecosistemi in Europa è minacciato da problemi di gestione e da altri fattori di pressione.
- In media, ogni anno bruciano 700.000 ettari di boschi all'interno dell'Unione Europea a causa di incendi che portano al degrado delle foreste e che sono "spesso provocati da fattori socioeconomici"[28].

### Perché l'energia pulita
- Oltre il 75% delle emissioni di gas a effetto serra è legato alla produzione e all'uso di energia all'interno dell'UE[16].
- Nel 2017 le risorse rinnovabili hanno raggiunto il 17,5% del consumo lordo di energia dell'UE.

### Perché un'industria sostenibile
- Gli studi hanno dimostrato che dal 1970 al 2017, l'estrazione di risorse annuale a livello mondiale è triplicata. Le ripercussioni di questo processo hanno portato a una perdita del 90% della biodiversità[29].
- Il settore industriale attuale dell'Unione europea è responsabile del 20% delle emissioni di gas a effetto serra nell'UE[30].
- Il 12% delle risorse attuali provenienti da tecniche di riciclaggio dei rifiuti sono all'interno del settore industriale dell'Unione europea[31].

### Perché costruzione edilizia e ristrutturazione
- I metodi di costruzione edilizia e ristrutturazione utilizzati dall'Unione europea utilizzano il 40% di tutta l'energia consumata[32].

### Perché la strategia "Dal produttore al consumatore"
- All'interno dell'Unione europea, "viene sprecato il 20% della produzione alimentare" mentre "ogni due giorni, 36 milioni di persone non sono in grado di consumare un pasto di qualità"[22].

### Perché eliminare l'inquinamento
- I 50.000 poli industriali dell'UE, spendono fino a 189 miliardi di euro per problemi di salute legati all'inquinamento provocato da questi stessi impianti[23].

### Perché la mobilità sostenibile
- Il 25% delle emissioni di gas serra deriva dai mezzi di trasporto. Il trasporto su strada occupa il 71,7% del totale, il trasporto aereo il 13,9%, il trasporto per vie d'acqua il 13,4%, mentre il resto è occupato dai trasporti ferroviari e dalle altre tipologie di trasporto[25].
- Si prevede che il progetto Cielo unico europeo contribuirà a ridurre del 10% le emissioni del trasporto aereo.

### Perché la biodiversità
- Metà del PIL globale, pari a 40 000 miliardi di euro, dipende dalla natura e dalle sue risorse[33].
- Le popolazioni di specie selvatiche sono diminuite in media di oltre il 50% nelle ultime due generazioni[34].

## Cronologia
- 11 dicembre 2019 – La Commissione europea ha presentato il Patto verde europeo.[35]
- 14 gennaio 2020 – La Commissione europea ha presentato il piano di investimenti del Patto verde europeo e il meccanismo per una transizione giusta.[36]
- 4 marzo 2020 – La Commissione europea ha proposto la legge europea sul clima e avviato una consultazione sul patto europeo per il clima.[37]
- 10 marzo 2020 – La Commissione europea ha presentato la strategia industriale per un'Europa competitiva a livello mondiale, verde e digitale.[38]
- 11 marzo 2020 – La Commissione europea ha adottato un nuovo piano d'azione per l'economia circolare.[39]
- 20 maggio 2020 – La Commissione europea ha adottato una nuova e globale strategia per la biodiversità per riportare la natura nella nostra vita e la strategia "Dal produttore al consumatore" per un sistema alimentare equo, sano e rispettoso dell'ambiente.[40]
- 8 luglio 2020 – La Commissione europea ha presentato la strategia per l'integrazione del sistema energetico.[41]
- 17 settembre 2020 – La Commissione europea ha presentato il piano per ridurre le emissioni di gas a effetto serra almeno del 55% entro il 2030 rispetto ai livelli del 1990.[42]
- 14 ottobre 2020 – La Commissione europea ha pubblicato la strategia "Ondata di ristrutturazioni" per migliorare le prestazioni energetiche degli edifici;[43] ha presentato la strategia per ridurre le emissioni di metano;[44] ha adottato la strategia in materia di sostanze chimiche per la sostenibilità.[45]
- 19 novembre 2020 – La Commissione europea ha presentato la strategia per le energie rinnovabili offshore.[46]
- 9 dicembre 2020 – La Commissione europea ha varato il patto europeo per il clima.[47]
- 10 dicembre 2020 – La Commissione europea ha proposto di aggiornare la legislazione UE sulle batterie.[48]
- 18 gennaio 2021 – La Commissione europea ha avviato la fase di progettazione dell'iniziativa Nuovo Bauhaus europeo, un progetto ambientale, economico e culturale che mira a combinare bellezza, sostenibilità, accessibilità, anche sotto il profilo economico, e investimenti per contribuire alla realizzazione del Green Deal europeo.[49]
- 24 febbraio 2021 – La Commissione europea ha adottato oggi una nuova strategia di adattamento ai cambiamenti climatici.[50]
- 25 marzo 2021 – La Commissione europea ha fissato l'obiettivo di «almeno il 25 % dei terreni agricoli dell'UE in agricoltura biologica e un aumento significativo dell'acquacoltura biologica entro il 2030».[51]
- 12 maggio 2021 – La Commissione europea ha adottato il piano d'azione "Azzerare l'inquinamento atmosferico, idrico e del suolo".[52]
- 17 maggio 2021 – La Commissione europea ha proposto un nuovo approccio per un'economia blu sostenibile nell'UE per le industrie e i settori connessi agli oceani, ai mari e alle coste.[53]
- 15 settembre 2021 – La Commissione europea ha adottato una comunicazione che definisce il concetto del nuovo Bauhaus europeo.[54]
- 17 novembre 2021 – La Commissione europea ha adottato tre nuove iniziative per arrestare il disboscamento, innovare la gestione sostenibile dei rifiuti, riportare il suolo in salute a beneficio delle persone, della natura e del clima.[55]
- 14 dicembre 2021 – La Commissione europea ha adottato 4 proposte che modernizzeranno il sistema dei trasporti dell'Unione.[56]
- 15 dicembre 2021 – La Commissione europea ha adottato una comunicazione dal titolo "Cicli del carbonio sostenibili", nella quale si presentano le modalità per incrementare gli assorbimenti del carbonio dall'atmosfera.[57]
- 15 dicembre 2021 – La Commissione europea ha adottato una serie di proposte legislative finalizzate a decarbonizzare il mercato del gas dell'Unione, grazie a una più agevole diffusione dei gas rinnovabili e a basse emissioni di carbonio, compreso l'idrogeno, e a garantire la sicurezza energetica di tutti i cittadini europei.[58]
- 8 marzo 2022 – La Commissione europea ha proposto una bozza di piano per affrancare l'Europa dai combustibili fossili russi ben prima del 2030, a seguito dell'invasione russa dell'Ucraina.[59]
- 30 marzo 2022 – La Commissione europea ha presentato un pacchetto di proposte sul Patto verde europeo volte a rendere i prodotti sostenibili la norma nell'UE, promuovere modelli imprenditoriali circolari e responsabilizzare i consumatori nella transizione verde.[60]
- 5 aprile 2022 – La Commissione europea ha presentato una serie di proposte volte ad aggiornare e modernizzare la direttiva sulle emissioni industriali, caposaldo della prevenzione e della riduzione dell'inquinamento.[61]
- 5 aprile 2022 – La Commissione europea ha proposto due nuovi regolamenti per controllare in modo più rigoroso i gas fluorurati a effetto serra e le sostanze che riducono lo strato di ozono (ozone depleting substances, ODS).[62]
- 18 maggio 2022 – La Commissione europea ha presentato il piano REPowerEU.
- 22 giugno 2022 – La Commissione europea ha adottato proposte per ripristinare gli ecosistemi danneggiati e riportare la natura in tutta Europa, dai terreni agricoli e i mari alle foreste e agli ambienti urbani; inoltre ha proposto di ridurre del 50% l'uso e il rischio dei pesticidi chimici entro il 2030.[63]
- 26 ottobre 2022 – La Commissione europea ha proposto norme più rigorose sugli inquinanti dell'aria ambiente, delle acque superficiali e sotterranee e sul trattamento delle acque reflue urbane.[64]
- 10 novembre 2022 – La Commissione europea ha presentato una proposta per la nuova norma Euro 7 volta a ridurre l'inquinamento atmosferico causato dai veicoli a motore nuovi.[65]
- 15 novembre 2022 – La Commissione europea ha adottato la comunicazione "Verso un settore delle alghe forte e sostenibile nell'UE", con la quale si vuole mettere a frutto il potenziale delle alghe nell'Unione europea.[66]
- 30 novembre 2022 – La Commissione europea ha proposto nuove norme in materia di imballaggi per far fronte a questa crescente fonte di rifiuti.[67]
- 30 novembre 2022 – La Commissione europea ha adottato una proposta che istituisce il primo quadro dell'UE per certificare, in modo affidabile e su base volontaria, gli assorbimenti di carbonio di alta qualità.[68]
- 6 dicembre 2022 – Il Consiglio dell'Unione europea e il Parlamento europeo hanno raggiunto un accordo provvisorio con l'intenzione di ridurre al minimo il rischio di deforestazione e degrado forestale connesso a prodotti importati nell'Unione o esportati dalla stessa.[69]
- 7 dicembre 2022 – Il Consiglio dell'Unione europea e il Parlamento europeo hanno raggiunto un accordo provvisorio sulla revisione delle norme relative al mercato delle emissioni (EU ETS) applicabili al settore del trasporto aereo.[70]
- 18 dicembre 2022 – Il Consiglio dell'Unione europea e il Parlamento europeo hanno raggiunto un accordo provvisorio sul sistema di scambio di quote delle emissioni (EU ETS) e sul Fondo sociale per il clima.[71]
- 24 gennaio 2023 – La Commissione europea ha proposto "Un nuovo patto per gli impollinatori" a salvaguardia della biodiversità.[72]
- 13 febbraio 2023 – La Commissione europea ha proposto norme dettagliate per definire il concetto di idrogeno rinnovabile nell'Unione europea.[73]
- 14 febbraio 2023 – La Commissione europea ha proposto nuovi obiettivi ambiziosi per le emissioni di CO₂ dei veicoli pesanti nuovi a partire dal 2030.[74]
- 10 marzo 2023 – Il Consiglio dell'Unione europea e il Parlamento europeo hanno raggiunto un accordo sulla direttiva sull'efficienza energetica.[75]
- 28 marzo 2023 – Il Consiglio dell'Unione europea ha raggiunto un accordo provvisorio per un maggior numero di stazioni di ricarica e di rifornimento per i combustibili alternativi.[76]
- 28 marzo 2023 – Il Consiglio dell'Unione europea ha adottato il nuovo regolamento sulle emissioni di CO₂ per le autovetture e i furgoni nuovi.[77]
- 28 marzo 2023 – Il Consiglio dell'Unione europea ha adottato due nuovi regolamenti: sulla "condivisione degli sforzi", che stabilisce obiettivi di riduzione delle emissioni più rigorosi, e sul settore dell'uso del suolo, cambiamento di uso del suolo e silvicoltura (LULUCF).[78]
- 28 marzo 2023 – Il Consiglio dell'Unione europea ha adottato una decisione sulla riserva stabilizzatrice del mercato delle emissioni (EU ETS).[79]
- 28 marzo 2023 – Il Consiglio dell'Unione europea ha concordato su due proposte che stabiliscono norme comuni per i mercati interni del gas rinnovabile e del gas naturale e dell'idrogeno.[80]
- 30 marzo 2023 – Il Consiglio dell'Unione europea e il Parlamento europeo hanno raggiunto un accordo politico provvisorio per portare la quota di energie rinnovabili nel consumo energetico complessivo dell'UE al 42,5% entro il 2030, con un'integrazione indicativa supplementare del 2,5%.[81]
- 25 aprile 2023 – Il Consiglio dell'Unione europea ha adottato cinque atti legislativi che fanno parte del pacchetto "Fit fo 55"; le nuove norme prevedono di portare al 62% l'ambizione di riduzione delle emissioni entro il 2030 nei settori coperti dal sistema di scambio di quote di emissione dell'UE (EU ETS) rispetto ai livelli del 2005:[82]
  - per la prima volta le emissioni prodotte dal trasporto marittimo saranno incluse nell'ambito di applicazione del mercato delle emissioni (EU ETS);
  - è stato istituito un nuovo sistema di scambio di quote di emissione distinto per i settori degli edifici e del trasporto stradale e per altri settori (principalmente la piccola industria);
  - le quote di emissione a titolo gratuito per il settore del trasporto aereo saranno eliminate gradualmente e, a partire dal 2026, sarà attuata la messa all'asta integrale;
  - regolamento che istituisce il Fondo sociale per il clima;
  - regolamento che istituisce il meccanismo di adeguamento del carbonio alle frontiere (CBAM).
- 25 aprile 2023 – Il Consiglio dell'Unione europea e il Parlamento europeo hanno raggiunto un accordo politico provvisorio volto a decarbonizzare il settore dell'aviazione e a creare condizioni di parità per un trasporto aereo sostenibile (iniziativa ReFuelEU Aviation).[83]
- 3 maggio 2023 – Il Consiglio dell'Unione europea ha adottato un mandato negoziale che mira a rafforzare i diritti dei consumatori modificando la direttiva sulle pratiche commerciali sleali e la direttiva sui diritti dei consumatori per responsabilizzarli nella transizione verde.[84]
- 30 giugno 2023 – Il Consiglio dell'Unione europea ha adottato la sua posizione negoziale sul regolamento sui prodotti da costruzione, che aggiorna la legislazione vigente, che risale al 2011.[85]
- 30 giugno 2023 – Il Consiglio dell'Unione europea ha adottato la sua posizione negoziale sulla proposta di regolamento relativo alla classificazione, all'etichettatura e all'imballaggio delle sostanze chimiche, noto anche come regolamento CLP.[86]
- 10 luglio 2023 – Il Consiglio dell'Unione europea ha adottato un nuovo regolamento che rafforza le norme di sostenibilità per le batterie e il riciclaggio delle batterie esauste.[87]
- 25 luglio 2023 – Il Consiglio dell'Unione europea ha adottato un nuovo regolamento per un maggior numero di stazioni di ricarica e di rifornimento per i combustibili alternativi, da realizzare a partire dal 2025 o dal 2030.[88]
- 25 luglio 2023 – Il Consiglio dell'Unione europea ha adottato una nuova direttiva per ridurre il consumo di energia dell'11,7% entro il 2030 rispetto alle previsioni formulate nel 2020.[89]
- 25 luglio 2023 – Il Consiglio dell'Unione europea ha adottato un nuovo regolamento per la decarbonizzazione del settore marittimo (FuelEU Maritime).[90]
- 19 settembre 2023 – Il Consiglio dell'Unione europea e il Parlamento europeo hanno raggiunto un accordo provvisorio relativo alla responsabilizzazione dei consumatori per la transizione verde e per rafforzare i diritti dei consumatori.[91]
- 25 settembre 2023 – Il Consiglio dell'Unione europea ha adottato un orientamento generale sulla proposta di regolamento sull'omologazione di veicoli a motore e motori, noto come regolamento Euro 7.[92]
- 5 ottobre 2023 – Il Consiglio dell'Unione europea e il Parlamento europeo hanno raggiunto un accordo provvisorio sulla diminuzione graduale delle sostanze che causano il riscaldamento globale e riducono lo strato di ozono.[93]
- 9 ottobre 2023 – Il Consiglio dell'Unione europea ha dato il via libera definitivo a un nuovo regolamento dell'Unione che allineerà le norme relative all'etichettatura degli alimenti biologici per animali da compagnia a quelle che disciplinano l'etichettatura degli alimenti biologici destinati al consumo umano.[94]
- 9 ottobre 2023 – Il Consiglio dell'Unione europea ha adottato la nuova direttiva per portare la quota di energie rinnovabili nel consumo energetico complessivo dell'Unione al 42,5% entro il 2030, con un'integrazione indicativa supplementare del 2,5% al fine di consentire il conseguimento dell'obiettivo del 45%.[95]
- 9 ottobre 2023 – Il Consiglio dell'Unione europea ha adottato un nuovo regolamento grazie al quale un maggior numero di combustibili rinnovabili e a basse emissioni di carbonio ridurrà l'impronta di carbonio del settore dell'aviazione e creerà condizioni di parità per un trasporto aereo sostenibile nell'Unione (ReFuelEU Aviation).[96]
- 15 novembre 2023 – Il Consiglio dell'Unione europea e il Parlamento europeo hanno raggiunto un accordo su nuove norme per ridurre le emissioni di metano nel settore dell'energia.[97]
- 22 novembre 2023 – Il Consiglio dell'Unione europea ha adottato la sua posizione su una proposta di direttiva recante norme comuni che promuovono la riparazione dei beni, nota anche come «direttiva sul diritto alla riparazione». Il testo proposto mira a rimuovere gli ostacoli che disincentivano la domanda di riparazione da parte dei consumatori.[98]
- 29 novembre 2023 – Il Consiglio dell'Unione europea e il Parlamento europeo hanno raggiunto un accordo provvisorio sulla revisione della direttiva relativa alle emissioni industriali (IED) e sul regolamento relativo alla creazione di un portale sulle emissioni industriali. Le nuove norme mirano a offrire una migliore protezione della salute umana e dell'ambiente riducendo il rilascio di emissioni nocive dalle installazioni industriali, comprese le aziende zootecniche per allevamenti intensivi, nell'aria, nell'acqua, nel suolo e negli scarichi di rifiuti; mirano inoltre a migliorare la comunicazione dei dati ambientali modernizzando il registro europeo delle emissioni e dei trasferimenti di sostanze inquinanti (E-PRTR) al fine di creare un portale più completo e integrato sulle emissioni industriali.[99]
- 5 dicembre 2023 – Il Consiglio dell'Unione europea e il Parlamento europeo hanno raggiunto un accordo provvisorio sulla proposta di regolamento che stabilisce il quadro per l'elaborazione delle specifiche di progettazione ecocompatibile dei prodotti sostenibili.[100]
- 7 dicembre 2023 – Il Consiglio dell'Unione europea ha adottato un «orientamento generale» su un progetto di regolamento che istituisce un quadro di misure per rafforzare l'ecosistema europeo di produzione di prodotti delle tecnologie a zero emissioni nette, meglio noto come "regolamento sull'industria a zero emissioni nette".[101]
- 7 dicembre 2023 – Il Consiglio dell'Unione europea e il Parlamento europeo hanno raggiunto un accordo provvisorio su una proposta di revisione della direttiva sulla prestazione energetica nell'edilizia che stabilisce requisiti di prestazione energetica nuovi e più ambiziosi per gli edifici di nuova costruzione e ristrutturati nell'Unione e incoraggia gli Stati membri a ristrutturare il loro parco immobiliare.[102]
- 8 dicembre 2023 – Il Consiglio dell'Unione europea e il Parlamento europeo hanno raggiunto un accordo provvisorio su un regolamento che stabilisce norme comuni per i mercati interni del gas rinnovabile, del gas naturale e dell'idrogeno, con l'obiettivo di agevolare la penetrazione dei gas rinnovabili e a basse emissioni di carbonio nel sistema energetico, in particolare l'idrogeno e il biometano.[103]
- 14 dicembre 2023 – Il Consiglio dell'Unione europea e il Parlamento europeo hanno raggiunto un accordo provvisorio sulla direttiva relativa al dovere di diligenza delle imprese ai fini della sostenibilità, che mira ad accrescere la protezione dell'ambiente e dei diritti umani nell'Unione e a livello mondiale.[104]
- 18 gennaio 2024 – Il Consiglio dell'Unione europea e il Parlamento europeo hanno raggiunto un accordo provvisorio sulle norme in materia di emissioni di CO₂ per i veicoli pesanti con lo scopo di ridurre ulteriormente le emissioni di CO₂ nel settore del trasporto su strada e introdurre nuovi obiettivi per il 2030, il 2035 e il 2040.[105]
- 29 gennaio 2024 – Il Consiglio dell'Unione europea ha adottato due regolamenti per eliminare gradualmente i gas fluorurati e altre sostanze che provocano il riscaldamento globale e riducono lo strato di ozono. La produzione di idrofluorocarburi (HFC) sarà gradualmente ridotta al minimo (15%) a partire dal 2036 e il loro consumo sarà completamente eliminato entro il 2050.[106]
- 29 gennaio 2024 – Il Consiglio dell'Unione europea e il Parlamento europeo hanno raggiunto un accordo provvisorio su una proposta di revisione della direttiva sul trattamento delle acque reflue urbane. La direttiva riveduta è uno degli obiettivi chiave del piano d'azione dell'Unione "inquinamento zero".[107]
- 30 gennaio 2024 – Il Consiglio dell'Unione europea ha adottato il mandato negoziale per avviare colloqui con il Parlamento europeo su una proposta volta a eliminare gradualmente l'uso dell'amalgama dentario e a vietare la fabbricazione, l'importazione e l'esportazione di una serie di prodotti con aggiunta di mercurio. La proposta interviene sugli ultimi usi del mercurio ancora consentiti nei prodotti nell'Unione, al fine di creare un'Europa senza mercurio.[108]
- 2 febbraio 2024 – Il Consiglio dell'Unione europea e il Parlamento europeo hanno raggiunto un accordo provvisorio sulla direttiva che promuove la riparazione di beni rotti o difettosi, nota anche come "direttiva sul diritto alla riparazione". La normativa renderà più facile per i consumatori chiedere la riparazione anziché la sostituzione, rendendo l'accesso ai servizi di riparazione più facile, rapido, trasparente e allettante.[109]
- 6 febbraio 2024 – Il Consiglio dell'Unione europea e il Parlamento europeo hanno raggiunto un accordo provvisorio sul regolamento che istituisce un quadro di misure per rafforzare l'ecosistema europeo di produzione di prodotti delle tecnologie a zero emissioni nette, meglio noto come "regolamento sull'industria a zero emissioni nette".[110]
- 20 febbraio 2024 – Il Consiglio dell'Unione europea ha adottato una direttiva definitiva tesa a responsabilizzare i consumatori per la transizione verde. Le nuove norme rafforzeranno i diritti dei consumatori modificando la direttiva sulle pratiche commerciali sleali e la direttiva sui diritti dei consumatori e adattando entrambe alla transizione verde e all'economia circolare.[111]
- 4 marzo 2024 – Il Consiglio dell'Unione europea e il Parlamento europeo hanno raggiunto un accordo provvisorio  su una proposta di regolamento sugli imballaggi e i rifiuti di imballaggio. L'obiettivo è contrastare l'aumento dei rifiuti di imballaggio prodotti nell'Unione, armonizzando nel contempo il mercato interno degli imballaggi e promuovendo l'economia circolare.[112]
- 12 aprile 2024 – Il Consiglio dell'Unione europea ha adottato la direttiva riveduta sulla prestazione energetica nell'edilizia, verso edifici a emissioni zero entro il 2050, che contribuirà a ridurre le emissioni di gas a effetto serra.[113]
- 12 aprile 2024 – Il Consiglio dell'Unione europea ha adottato il regolamento Euro 7, che stabilisce norme sui limiti di emissione per i veicoli stradali e sulla durabilità delle batterie.[114]
- 24 maggio 2024 – Il Consiglio dell'Unione europea ha adottato la direttiva relativa al dovere di diligenza per le imprese di grandi dimensioni per quanto riguarda gli impatti negativi delle loro attività sui diritti umani e sulla protezione dell'ambiente.[115]
- 27 maggio 2024 – Il Consiglio dell'Unione europea ha adottato un regolamento che istituisce un quadro di misure per rafforzare l'ecosistema europeo di produzione di tecnologie a zero emissioni nette, meglio noto come "regolamento sull'industria a zero emissioni nette".[116]
- 27 maggio 2024 – Il Consiglio dell'Unione europea ha adottato il regolamento sulla progettazione ecocompatibile che stabilisce i requisiti per i prodotti sostenibili. Il regolamento sostituisce la direttiva esistente sulla progettazione ecocompatibile, che riguardava i prodotti che consumano energia, e ne estende l'ambito di applicazione a tutti i tipi di beni immessi sul mercato dell'Unione.[117]
- 30 maggio 2024 – Il Consiglio dell'Unione europea ha adottato una direttiva che promuove la riparazione dei beni rotti o difettosi, nota anche come direttiva sul diritto alla riparazione. Grazie a questo atto legislativo sarà più facile per i consumatori chiedere la riparazione anziché la sostituzione e i servizi di riparazione diventeranno più accessibili, trasparenti e allettanti.[118]
- 17 giugno 2024 – Il Consiglio dell'Unione europea ha adottato il regolamento sul ripristino della natura. Il regolamento mira a mettere in atto misure volte a ripristinare almeno il 20% delle zone terrestri e marine dell'Unione entro il 2030 e tutti gli ecosistemi che necessitano di ripristino entro il 2050.[119]
- 22 luglio 2024 – Il Consiglio dell'Unione europea ha adottato un regolamento riguardante l'etichettatura digitale dei prodotti fertilizzanti.[120]
- 5 novembre 2024 – Il Consiglio dell'Unione europea ha adottato un regolamento sui prodotti da costruzione (CPR) che armonizza le norme dell'Unione per la commercializzazione di tali prodotti, ne facilita la libera circolazione nel mercato unico, riduce gli oneri amministrativi e promuove l'economia circolare e lo sviluppo tecnologico in tale settore.[121]

## Storia delle opposizioni al Patto verde europeo
Sebbene tutti i capi dell'UE abbiano sottoscritto il patto verde europeo nel dicembre 2019, sorsero comunque disaccordi riguardo agli obiettivi e alle tempistiche per la loro realizzazione. La Polonia ha dichiarato che, a causa della dipendenza dal carbone come principale fonte di energia, per il loro Paese non sarà possibile raggiungere la neutralità climatica entro il 2050. Il ministro dell'Energia e dell'Ambiente polacco, Michał Kurtyka, ha espresso inoltre la necessità di vedere assegnati in modo più equo i compiti e i fondi. L'iniziativa volta a ridurre le emissioni di carbonio divise l'UE. Infatti, i Paesi dipendenti dal carbone, come la Polonia, si lamentarono dell'effetto che tale progetto potesse avere sui "posti di lavoro e sulla competitività"  . Potrebbero andare persi fino a 41.000 posti di lavoro in Polonia, mentre la Repubblica Ceca, la Bulgaria e la Romania potrebbero avere ciascuna una perdita di 10.000 posti. Il primo ministro ceco Andrej Babis ha dichiarato che la loro nazione non raggiungerà l'obiettivo del 2050 "senza l'uso di energia nucleare". Gli Stati stanno discutendo anche sul Meccanismo per una transizione giusta, che mira ad aiutare i Paesi che dipendono dal carbone a diventare più rispettosi dell'ambiente. I Paesi che invece hanno cambiato direzione prima ancora della proposta politica del patto verde, come ad esempio la Spagna, ritengono che tale meccanismo sia ingiusto, poiché avvantaggia esclusivamente i Paesi che non sono "diventati ecologici prima". Il capo dell'ufficio del pensatoio Open Europe di Bruxelles, Pieter Cleppe, ha respinto ulteriormente il progetto con un commento sarcastico: "Cosa potrebbe andare storto?" .
Inoltre, molte organizzazioni tra cui Greenpeace, Friends of the Earth Europe e l'Istituto per la Politica Ambientale Europea (IPAE) hanno analizzato il piano e credono che non sia "abbastanza ambizioso". Greenpeace, infatti, ritiene che il progetto sia "troppo poco e troppo tardi" mentre l'IPAE ha affermato che le possibilità di realizzare ciò a cui mirano le politiche del patto verde europeo sono interdette dal fatto che queste "manchino di mete chiare o adeguate" utili per intervenire nelle aree problematiche.

## Controversie
È stato riscontrato che la compagnia petrolifera statunitense ExxonMobil ha avuto un'influenza significativa sulle prime negoziazioni del patto verde europeo. ExxonMobil ha tentato di modificare l'accordo in modo da porre meno enfasi sull'importanza di ridurre i trasporti che emettono anidride carbonica. Questa compagnia è stata solo uno dei tanti oppositori all'accordo.
Il patto verde europeo ha subito critiche anche da parte di alcuni Stati membri dell'UE, nonché di organizzazioni non governative. Greenpeace ha sostenuto che le politiche dell'accordo non sono abbastanza radicali e che quest'ultimo non riuscirà a rallentare in modo accettabile il cambiamento climatico. Da un lato, ci sono state critiche riguardanti il fatto che l'accordo non faccia abbastanza, ma dall'altro anche per il fatto che il patto verde potrebbe essere distruttivo per l'Unione europea nella sua forma attuale. L'ex presidente rumeno, Traian Băsescu, ha avvertito che l'accordo potrebbe portare alcuni membri dell'UE a prendere in considerazione l'uscita del proprio Paese dall'Unione. Mentre alcune nazioni europee sono in procinto di eliminare l'uso del carbone come fonte di energia, molte altre fanno ancora molto affidamento su di esso. Questo scenario dimostra come l'accordo possa piacere ad alcuni Paesi più che ad altri. È probabile che l'impatto economico dell'accordo avrà conseguenze disomogenee tra gli Stati dell'UE. Ciò è stato sottolineato dall'eurodeputato polacco Ryszard Legutko, che chiese: "la Commissione sta cercando di strappare il potere agli Stati membri?". Le nazioni più contrarie all'accordo sono state la Polonia, la Repubblica Ceca e l'Ungheria, tre Stati che dipendono principalmente dal carbone per l'energia. La giovane attivista climatica Greta Thunberg ha commentato le posizioni di questi governi contrari all'accordo affermando che "ciò sembra essersi trasformato in una sorta di opportunità per i Paesi di negoziare scappatoie ed evitare di innalzare il livello delle loro ambizioni".
Ad ogni modo, l'UE ha riconosciuto la presenza di questi problemi e attraverso il Meccanismo per una transizione giusta, prevede di distribuire più equamente l'onere della transizione verso un'economia più verde. Questa politica implica che i Paesi che possiedono più lavoratori nei settori del carbone e dello scisto bituminoso, nonché quelli con maggiori emissioni di gas ad effetto serra, riceveranno più aiuti finanziari. Secondo Frans Timmermans, il Meccanismo, inoltre, renderà gli investimenti più accessibili per coloro che ne avranno maggiormente bisogno e offrirà un pacchetto di sostegno che varrà "almeno 100 miliardi di euro".

## Piano di ripresa in seguito alla crisi dovuta all'epidemia Covid-19
A causa dell'epidemia Covid-19 del 2020 che si diffonde rapidamente all'interno dell'Unione Europea, l'attenzione sul patto verde europeo è diminuita. Molti dirigenti, tra cui il viceministro polacco Kowalski, un politico rumeno e il primo ministro ceco Babiš, hanno suggerito una pausa di un anno o una completa interruzione dell'accordo. Molti ritengono che in questo momento l'Unione europea debba concentrarsi essenzialmente sulla salute dei propri cittadini piuttosto che sul cambiamento climatico.
Il mercato finanziario sotto una forte pressione a la riduzione dell'attività economica rappresentano un altro rischio di fallimento per il patto verde europeo. Inoltre, i fondi pubblici e privati per la politica, nonché il PIL dell'UE colpito dal Covid-19 sono, all'interno del bilancio, un ostacolo all'azione.
Tuttavia, poiché i piani di ripresa sono già stati avviati all'interno dell'Unione europea, la maggioranza dei ministri vorrebbe iniziare a mettere in pratica l'accordo contemporaneamente agli interventi per il recupero della salute. I rappresentanti di 17 governi hanno firmato una lettera che sollecita ad andare avanti con il patto verde in "risposta alla crisi economica, trasformando nel contempo l'Europa in un'economia sostenibile e ad impatto climatico zero".
Nell'aprile 2020 il Parlamento europeo ha invitato a includere il patto verde europeo nel programma di recupero dalla pandemia di COVID-19. Dieci paesi hanno esortato l'Unione europea a varare un piano verde di ripresa per scongiurare l'indebolimento dell'azione sui cambiamenti climatici a causa della pandemia di Covid-19.